# Mutant Chronicles
Mutant Chronicles (intitulado no Brasil de A Era da Escuridão - Crônicas Mutantes) é um filme de ação e ficção científica estadunidense independente dirigido por Simon Hunter. O filme foi primeiramente lançado na Europa e depois nos Estados Unidos.

## Sinopse
A história acontece no ano de 2707. A versão do mundo distópico mostrada no filme é baseada naquela do jogo Mutant Chronicles, onde quase todas as máquinas são movidas pelo vapor, a humanidade esgotou os recursos naturais da Terra, sendo o mundo governado por quatro megacorporações que estão constantemente em guerra uma com a outra para roubar seus recursos, elas são a Bauhaus na África e Europa, Imperial também na África e Europa além de Oceania, a Mishima na Ásia e a Capitol nas Américas.
Mitch Hunter e Nathan Rooker, soldados da Capitol, enfrentando na Europa as tropas da Bauhaus, acabam destruindo um selo de pedra antigo sobre uma máquina subterrânea gigante, que teria chegado misteriosamente na terra na era do gelo e foi selada pelas tribos da época, a máquina libera necro-mutantes, com lâminas de osso que crescem em seus braços. Mitch consegue escapar, mas Nathan não. Os mutantes se espalham e em algumas semanas destroem os exércitos da quatro megacorporações juntas, assim, inicia-se uma evacuação da Terra para Marte e a Lua. Porém, Samuel, o representante de uma antiga seita religiosa, que teria anteriormente impedido os mutantes, possuí um livro, As Crônicas Mutantes, que explica a primeira guerra e a natureza da máquina, Samuel possuí também uma antiga bomba capaz de destruí-la, assim ele reúne Mitch Hunter, Valerie Duval, Steiner, Nathan Rooker, Severian, El Jesus, Juba e MacGuire dos exércitos das megacorporações e pretende destruir a máquina e impedir os mutantes de aniquilar a vida humana.

## Elenco
- Thomas Jane é Mitch Hunter;
- Ron Perlman é Irmão Samuel;
- Devon Aoki é Valerie Duval;
- Benno Fürmann é Steiner;
- Sean Pertwee é Nathan Rooker;
- John Malkovich é Constantine;
- Anna Walton é Severian;
- Luis Echegaray é El Jesus;
- Shauna Macdonald é Adelaide;
- Tom Wu é Juba;
- Steve Toussaint é MacGuire.